# Charis albidisca
Charis albidisca är en fjärilsart som beskrevs av Percy I. Lathy 1932. Charis albidisca ingår i släktet Charis och familjen Riodinidae. Inga underarter finns listade i Catalogue of Life.